# Polypodium hispidulum
Polypodium hispidulum är en stensöteväxtart som beskrevs av Bartlett. Polypodium hispidulum ingår i släktet Polypodium och familjen Polypodiaceae. Inga underarter finns listade.